# Chremon arimae
Chremon arimae är en insektsart som beskrevs av Leroy 1969. Chremon arimae ingår i släktet Chremon och familjen syrsor. Inga underarter finns listade i Catalogue of Life.